# Israelische Badmintonmeisterschaft 1977
Die Israelische Badmintonmeisterschaft 1977 war die erste Austragung der nationalen Titelkämpfe von Israel im Badminton.

## Medaillengewinner
| Disziplin    | Gold                            | Silber                        | Bronze                           |
| ------------ | ------------------------------- | ----------------------------- | -------------------------------- |
| Herreneinzel | Victor Yusim                    | Michael Schneidman            | Yitzhak Serrouya                 |
| Dameneinzel  | Chaya Grunstein                 | Paloma Reichbart              | Esther Avihana                   |
| Herrendoppel | Victor Yusim Michael Schneidman | Yitzhak Serrouya Nissim Duk   | Pinchas Elisha Yehuda Ben Shimol |
| Damendoppel  | Vivian Meirowitz Carol Silman   | keine Daten                   | keine Daten                      |
| Mixed        | Michael Schneidman Dianne Levi  | Victor Yusim Paloma Reichbart | Pinchas Elisha Chaya Grunstein   |

Anmerkungen
1. ↑  Der israelische Verband gibt auf http://badmintoneurope.com Meirowitz und Silman als erste Titelträgerinnen im Damendoppel an, während Zeitzeuge Michael Schneidman in den untenstehenden Weblinks keine Damendoppelkonkurrenz listet.